# Haeterius hirsutus
Haeterius hirsutus är en skalbaggsart som beskrevs av Martin 1920. Haeterius hirsutus ingår i släktet Haeterius och familjen stumpbaggar. Inga underarter finns listade i Catalogue of Life.